# محمد هياق
محمد هياق من قادة الثورة الجزائرية.

## مولده ونشأته
محمد بن الحاج بن عمر هياق، المعروف بالطالب سي محمد بن هياق، ولد سنة 1912 من أسرة محافظة بسيطة، ببلدية أولاد حركات دائرة أولاد جلال  ولاية بسكرة الجزائر. حفظ القرآن الكريم في سن مبكرة، درس مع الشيخ نعيم النعيمي في الزاوية المختارية على يدي الشيخ مصطفى بن الصحراوي والشيخ محمد بن الزبير وعدة مشايخ آخرين، أتم دراسة الفقه والنحو وأصبح إماما للمسجد ومدرسا للقرآن الكريم.
بدأ تعليم القرآن الكريم في كتاتيب صغيرة إلى أن تبرع السيد فلاحي بقطعة أرض أقيم فيها مسجد في حي أقويدر العمري بأولاد جلال. بدأ إمامة مسجد الفلاحي في بداية الخمسينيات. تخرج على يديه الكثير من حفظة القرآن الكريم وإطارات في الدولة.

## انخراطه في حزب الشعب
في بداية الأربعينيات انخرط للحزب مع عاشور زيان، وبعد اندلاع الثورة الجزائرية، أصبح من المحفزين لانخراط الناس في صفوف الثورة الجزائرية، وبعد ذلك صار من الممولين للثورة بحيث يجمع السلاح والإعانات ليقدمها للمجاهدين.
وفي مارس 1957 تم الوشاية به من طرف أحد طلابه حيث أنه أخبرهم أنه يخبئ السلاح بالمسجد. وفي يوم من الأيام عند صلاة العصر تحديدا جاء العسكر الفرنسي، وطوق المسجد وقاموا بتفتيش المسجد وعثروا على الأسلحة، فقامو من فورهم بتعذيبه في المسجد واقتادوه بعد ذلك لسجن انفرادي بأولاد جلال. وظل تحت المراقبة يفرجوا عنه تارة ويسجنونه تارة أخرى يأخذونه وقتما شاءوا.

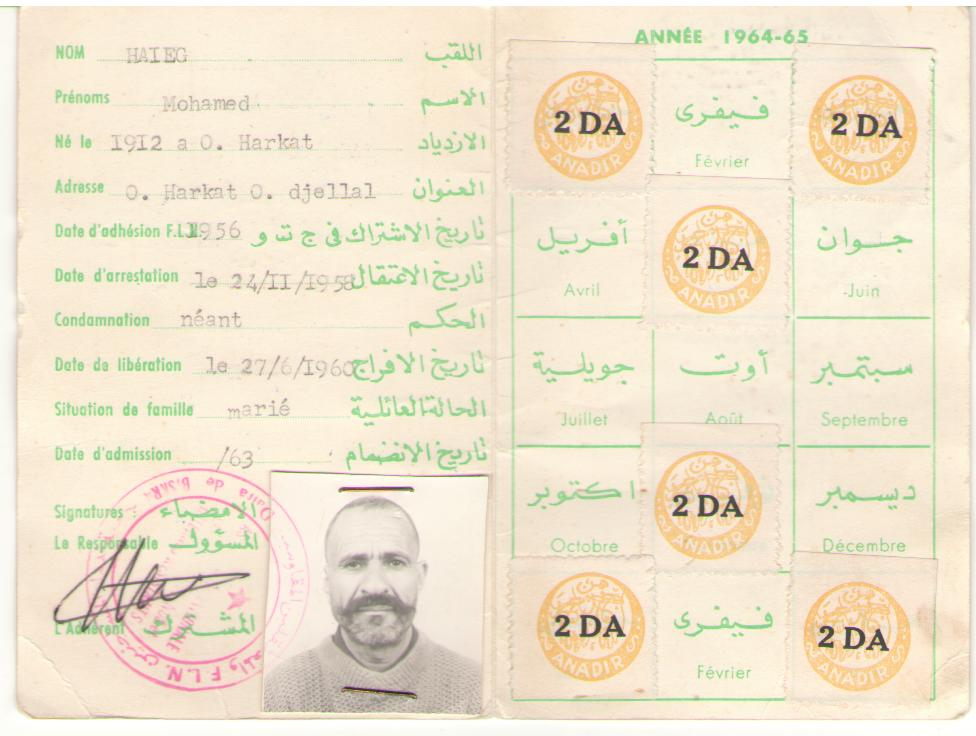
الوجه الأمامي لبطاقة منتسب لجبهة التحرير الوطني لمحمد هياق

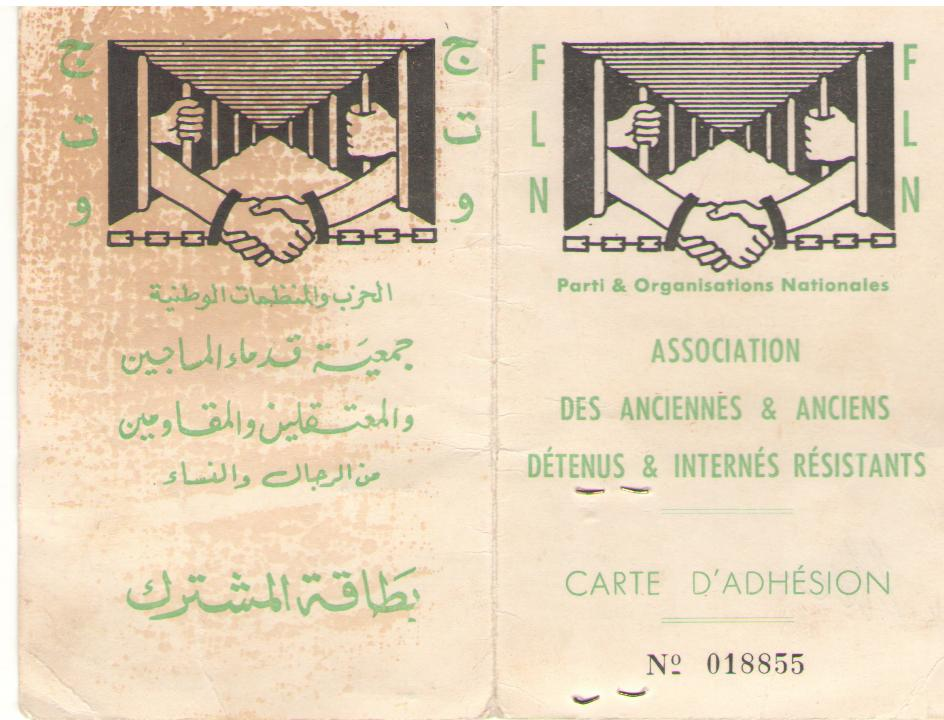
الوجه الخلفي للبطاقة

وفي سنة 1958 صدر عليه حكم بالسجن المؤبد ونفي إلى ما يعرف بسجن الجرف بولاية المسيلة، ولم يعرف عليه شيء إلى غاية تدخل منظمة تعنى بشؤون السجناء والأسرى أخذت له صورة بالسجن، وبعث بهذه الصورة إلى أهله بأولاد جلال، وفي 27 جوان 1960 تم الإفراج عنه.

## حياته بعد الاستقلال
بعد الاستقلال عين من طرف جبهة التحرير الوطني قاضيا للأحوال الشخصية ببلدية أولاد جلال لفترة ليست بالطويلة، واستمر في إمامة المسجد وتعليم القرآن الكريم والفقه والنحو في مسجد الفلاح بأولاد جلال، كما كان مفتيا خاصة في علم المواريث والأحوال الشخصية حيث كانت تأتيه الفتاوى والاستفسارات حتى من خارج ولاية بسكرة.

## وفاته
استمر في إمامة المسجد حتى وافته المنية ليلة الخميس 2 مايو 1984.